# Pour l'amour de Louisa
Pour les articles homonymes, voir Paixão.
Pour l'amour de Louisa (Paixão) est une telenovela portugaise produite et diffusée entre le 18 septembre 2017 et le 24 septembre 2018 sur SIC,.
En France, le feuilleton a été remonté en 110 épisodes de 45 minutes. 

## Synopsis
Miguel et Luísa, amoureux depuis leur adolescence, avaient prévu de se marier. Mais lors de vacances en Afrique du Sud, le père de Luisa est assassiné par Zé, le meilleur ami de Miguel qui est également secrètement amoureux de Luisa depuis toujours. Zé fait accuser Miguel du crime. Après 10 ans de prison, Miguel revient au Portugal et y trouve Luisa, mariée à Zé et mère d’une petite Catarina, qu’il apprend être sa fille. Il décide alors de devenir un père pour Catarina et de reconquérir Luisa qu’il aime encore. Pour cela il va devoir prouver son innocence et surtout la culpabilité de Zé dans l’assassinat du père de Luisa.

## Distribution

### Rôles principaux
| Acteur/Actrice               | Personnage                     |
| ---------------------------- | ------------------------------ |
| Margarida Vila-Nova          | Luísa Marreiros                |
| Albano Jerónimo              | Miguel Guerreiro               |
| Joana Solnado (pt)           | Helena Sequeira                |
| Marco Delgado (pt)           | Zé Mascarenhas                 |
| João Reis (pt)               | Duarte Marreiros               |
| Cláudia Vieira (pt)          | Teresa Galvão                  |
| José Mata                    | Afonso Galvão                  |
| Maria João Abreu (pt)        | Isabel Galvão                  |
| António Capelo               | João Galvão                    |
| Custódia Gallego (pt)        | Ofélia Vaz                     |
| Adriano Luz (pt)             | Francisco Vaz                  |
| Manuel Cavaco (pt)           | Augusto Ribeiro                |
| Rosa do Canto (pt)           | Bárbara Oliveira               |
| Dinarte Branco (pt)          | Gil Dias                       |
| Maria João Pinho (pt)        | Alice Oliveira Dias            |
| Patrícia Tavares (pt)        | Marina                         |
| Débora Monteiro (pt)         | Conceição «São» Oliveira Gomes |
| João Baptista (pt)           | Vasco Vaz                      |
| Oceana Basílio (pt)          | Diana Bastos                   |
| Rui Melo                     | Jacinto «Jay C» Gomes          |
| Joana Ribeiro                | Ana Rita Sobral                |
| Pedro Sousa                  | Tomás Marreiros                |
| Bárbara Lourenço (pt)        | Isabel «Bé» Galvão             |
| Inês Herédia (pt)            | Júlia Marreiros                |
| Rita Blanco                  | Maria Paula Martins Guerreiro  |
| António Pedro Cerdeira (pt)  | Henrique Ribeiro               |
| Bárbara Norton de Matos (pt) | Mónica Marques                 |
| Tiago Teotónio Pereira (pt)  | Luís «Lou» Vaz                 |
| Inês Aires Pires             | Camila Silva                   |
| Miguel Nunes                 | Filipe Guerreiro               |
| Lia Carvalho                 | Laura Ramos                    |
| Frederico Barata             | Tiago Lopes                    |
| Mafalda Jara                 | Jéssica Ferreira               |
| Inês Aguiar (pt)             | Vera Veloso                    |
| Lourenço Mimoso              | Manel Bastos                   |
| Matilde Serrão               | Catarina Marreiros             |
| Madalena Aragão (pt)         | Inês                           |
| Diogo Valente                | Fábio Manuel da Costa Alves    |
| Joana Lucas                  | Joana Nunes                    |
| Ricardo Viegas               | Guilherme «Guilhas» Pereira    |
| João Maneira                 | Xavier                         |
| Laura Dutra                  | Carolina                       |
| Diogo Fragata                | Vicente Pinto                  |
| Francisco Fernandez          | Sandro                         |

### Participations spéciales
| Acteur/Actrice      | Personnage                                               |
| ------------------- | -------------------------------------------------------- |
| Ana Marta Contente  | Mafalda                                                  |
| António Camelier    | Nuno (ex-petit ami de Helena)                            |
| António Simão       | Castro                                                   |
| Carlos Paca         | Eric Nzama (médecin angolais soudoyé par Zé Mascarenhas) |
| Diogo Valsassina    | Tino                                                     |
| Elisabete Pedreira  | Eugénia (femme de chambre de Marreiros)                  |
| Fernando Nobre      | Jaime                                                    |
| Gabriela Sobral     | Touriste                                                 |
| Gonçalo Oliveira    | Afonso Galvão (enfant) (1997)                            |
| Hoji Fortuna        | César (fils de Mateus)                                   |
| Joana Duarte        | Lúcia                                                    |
| Joaquim Frazão      | Collaborateur Talho Continente                           |
| Lucas Dutra         | Zé Mascarenhas (adolescente) (1997)                      |
| Luís Simões         | Ângelo (toxicomane qui était avec Afonso au camp)        |
| Luís Vicente        | Dr. Manuel Antunes (avocat de Marreiros)                 |
| Maria Helena Falé   | Femme émigrée                                            |
| Martinho Silva      | Rodrigo                                                  |
| Miguel Moreira      | Samuel Veloso (père de Vera et beau-père de Tiago)       |
| Nuno Nunes          | Simão                                                    |
| Raquel Leite Borges | Marlene                                                  |
| Ricardo Monteiro    | Inspecteur PJ                                            |
| Rita Loureiro       | Rosa Carvalho (mère de Carolina)                         |
| Sónia Cláudia       | Directrice de la maison où se trouve Adelaide Santos     |

## Identité visuelle et sonore

### Logo

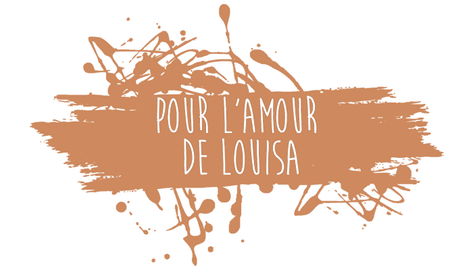
Logo de Pour l'amour de Louisa (M6+)

## Prix et récompenses
| Année | Prix                         | Catégorie                            | Pour            | Resultats |
| ----- | ---------------------------- | ------------------------------------ | --------------- | --------- |
| 2018  | 7th World’s Best TV & Films  | Telenovela                           | Paixão          | Gagnant   |
| 2018  | 4ª Edição dos Prémios Áquila | Prémio de Melhor Telenovela          | Paixão          | Gagnant   |
| 2018  | 4ª Edição dos Prémios Áquila | Melhor Canção em Televisão           | "Paixão” de HMB | Nommé     |
| 2018  | 4ª Edição dos Prémios Áquila | Melhor Actor Secundário em Televisão | José Mata       | Nommé     |

## Diffusion
- SIC (2017-2018)
- Shahid VIP (VOD)
- MBC Masr
- MBC Variety
- MBC Max
- MBC+ Variety
- MBC4
- MBC Persia
- MBC Masr 2
- Mix One
- 6ter (2020)
- M6+ (2020-2021)
- Skai TV (2021)
- Bolivisión (2024)
- Televicentro de Nicaragua (2024)

## Autres versions
- Marea de pasiones (Televisa, 2024)